# ESATA

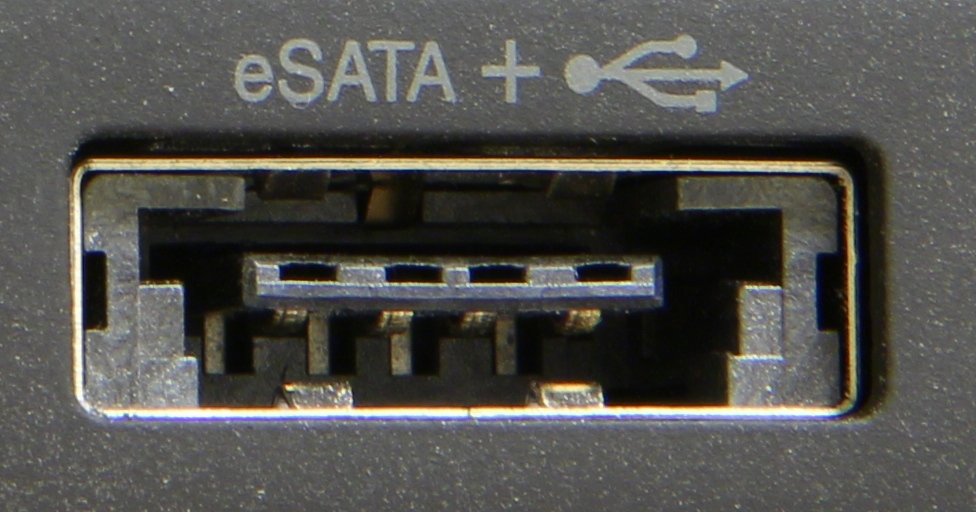
eSATA, USB e alimentazione in un unico connettore.

L'External SATA (dall'inglese external serial advanced technology attachment), o ESATA, è un'interfaccia standard utilizzata per connettere dispositivi o periferiche esterne (come dischi esterni) con computer. A tutti gli effetti si tratta di un'interfaccia SATA con connettore di forma diversa e portato all'esterno del computer.
La velocità di trasmissione può arrivare a 6 Gbit/s nel caso di ESATA con interfaccia SATA 6G. Questa versione è quindi più veloce rispetto all'USB 2.0, al Firewire e all'USB 3.0 (che può arrivare ad una velocità di 4.8 Gb/s), ma non tanto quanto la Thunderbolt. Le versioni di ESATA basate su SATA 3G permettevano velocità di 3 Gbit/s. L'ESATA è stata standardizzata nel 2004, e con il necessario supporto (a livello di host, di drive e di sistema operativo) consente la sostituzione a sistema avviato.
Un disco ESATA può essere collegato al PC tramite questa connessione (con l'aggiunta della normale linea d'alimentazione). Comunemente la porta ESATA è collegata alla scheda madre attraverso un normale cavo SATA; infatti le interfacce SATA ed ESATA differiscono solo nella forma del connettore. Per usufruire dello standard ESATA, è possibile anche utilizzare gli adattatori USB-ESATA, oppure montare un cosiddetto host bus adapter ESATA: sui computer fissi come scheda d'espansione, sui portatili come cardbus o ExpressCard.

## eSATAp
La Powered External SATA, in sigla eSATAp, (conosciuta anche come Power over eSATA, eSATA USB Hybrid Port, EUHP, o eSATA/USB) è un'interfaccia che combina una porta eSATA, una porta USB e comprende anche un sistema di alimentazione (5 e 12 Volt, rispettivamente per portatili e computer desktop). Più precisamente, è dotata dei 4 pin della USB 2.0, dei 7 pin della eSATA, e di 2 pin per l'alimentazione.
Questa interfaccia permette di collegare un dispositivo USB o eSATA, e di alimentarlo. L'eSATA non trasmette l'alimentazione, ma si può collegare un cavo con una presa eSATAp a un'estremità, e all'altra estremità un connettore eSATA (o SATA) e una presa di alimentazione; in questo modo non servono alimentatori aggiuntivi per gli hard disk SATA.
L'eSATAp non è uno standard ufficiale.